# Rubén Rada

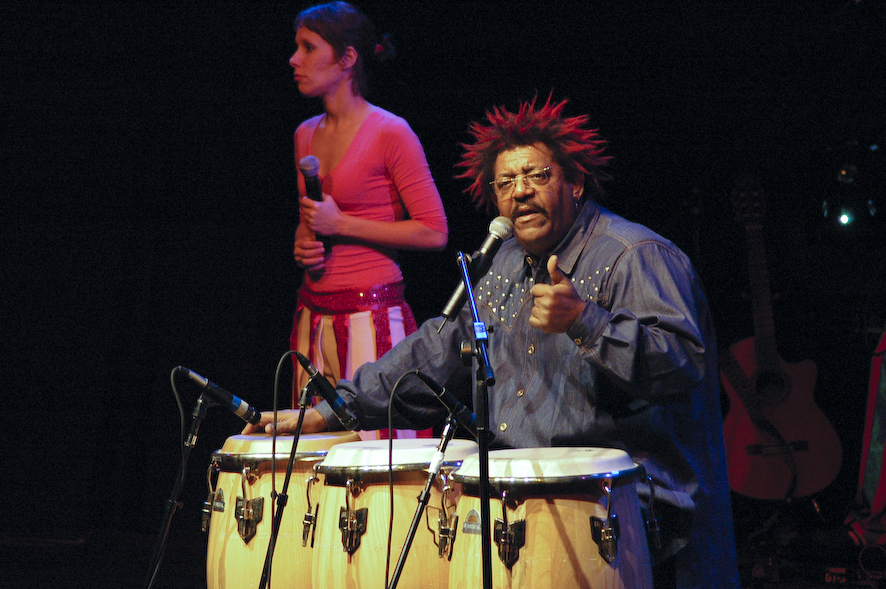
Rubén Rada bei einem Benefizkonzert in Punta del Este im Juli 2005

Omar Rubén Rada Silva (* 16. Juli 1943 in Palermo, Montevideo, Uruguay) ist ein uruguayischer Sänger, Perkussionist, Komponist und Schauspieler. Er gilt seit Ende der 1960er Jahre als einer der einflussreichsten Musiker seines Landes und als Symbolfigur der afro-uruguayischen Minderheit und deren Kultur. Seine Musik vermischt insbesondere den traditionell afro-uruguayischen Musikstil des Candombe mit indigener Musik, verschiedenen anderen Stilen der Lateinamerikanischen Musik und westlichen Musikgenres wie Jazz, Rock und Funk.

## Jugend und frühe Karriere
Rada wuchs im Stadtteil Palermo der uruguayischen Hauptstadt Montevideo auf, wo er in Kontakt mit der Musik des uruguayischen Karnevals kam, dem Candombe und den Murgas. Neben der Mitwirkung als Sänger in der Murga-Gruppe seiner Onkel, für die er als Zwölfjähriger eine Auszeichnung als „Entdeckung des Karnevals“ erhielt, machte er Anfang der 1960er Jahre als Teenager erste Erfahrungen im professionellen Musikgeschäft. Zunächst als Sänger im Orchester des Salsa- und Candombe-Musikers Pedro Ferreira, dann mit 17 Jahren – unter dem Pseudonym „Richie Silver“ – als Frontmann und Sänger der Dixieland-Band „Los Hot Blowers“, die insgesamt drei EPs veröffentlichte und eine ausgedehnte Tournee durch Chile unternahm. Weitere Bandmitglieder waren unter anderem der junge Federico García Vigil und die Brüder Osvaldo und Hugo Fattoruso, die kurze Zeit später als Los Shakers zu wichtigen Vertretern der nach Südamerika schwappenden Beat-Welle wurden. Sein Album Richie Silver aus dem Jahr 2006 ist eine Reverenz an die Musik dieser Zeit, in der Rada stark durch die Musik Little Richards geprägt war und mittels Lautschrift versuchte, in Englisch zu singen, um seinen damaligen Idolen aus dem Bereich des Rock and Roll und Rhythm and Blues nahezukommen. Das Album enthält als Bonustracks die alten Originalaufnahmen der beiden Songs Angélica und Mil cariños der Hot Blowers.

## El Kinto und Tótem
Kurz darauf entwickelte Rada jedoch einen eigenen musikalischen Stil. Er erreichte erste größere Bekanntheit Mitte der 1960er Jahre als Sänger und Perkussionist der Band El Kinto Conjunto (später zu El Kinto verkürzt), in der er zusammen mit Eduardo Mateo und weiteren Bandmitgliedern die traditionelle Candombe-Musik in experimenteller Form zu einem Musikstil weiterentwickelte, der später Candombe Beat bzw. Candombe Rock genannt wurde. Sie begründeten diesen Musikstil, indem sie Candombe erstmals mit elektrischen Instrumenten spielten und um Einflüsse der Beatmusik, der psychedelischen Rockmusik, des Bossa Novas und weiterer Genres ergänzten. Im Unterschied zu vielen anderen – vornehmlich Beat-beeinflussten – uruguayischen Bands dieser Zeit, sangen die Mitglieder von El Kinto ausschließlich in spanischer Sprache. Die Band gewann in Uruguay schnell an Popularität; zahlreiche TV- und Festival- und Clubauftritte folgten.
1971 gründete Rada, u. a. mit den früheren El Kinto-Mitgliedern Mario „Chichito“ Cabral und Daniel „Lobito“ Lagarde, die Band Tótem. Diese Band führte die Idee des Candombe Rocks weiter und erzeugte damit Aufmerksamkeit für das musikalische Erbe der afro-uruguayischen Minderheit. Alle drei Alben dieser Band wurden zunächst beim einheimischen De-la-Planta-Label veröffentlicht, das auch das einflussreiche Solodebüt Eduardo Mateos und die LP Musicación 4 von El Kinto veröffentlichte.

## Solokarriere und Bandprojekte
Auch Rubén Radas lange Karriere als Solokünstler ist durch die Vermischung verschiedenster musikalischer Einflüsse geprägt. Obwohl Rada bereits 1969 eine Solo-LP namens Los Manzanas für das Sondor-Label aufgenommen hatte, wurde er als Solokünstler erst im Exil bekannt, in das er durch den Militärputsch von 1973 – wie viele andere uruguayische Musiker – gedrängt wurde. Sein USA-Aufenthalt in den Jahren 1977–78 führte ihn u. a. mit Ray Barretto, Flora Purim, Tom Scott und Hermeto Pascoal zusammen. Außerdem gründete er dort mit den Fattoruso-Brüdern, mit denen er bereits Anfang der 1960er Jahre bei den Hot Blowers gearbeitet hatte, die Jazz-Fusion-Band OPA, bevor er Ende der 1970er Jahre nach Südamerika zurückkehrte, wo er regelmäßig zwischen Buenos Aires und Montevideo pendelte. In der Folge veröffentlichte er etliche Alben, unter anderem bei Universal und EMI, die in Argentinien und Uruguay Gold- oder Platinstatus erreichten.
Bei Plattenaufnahmen arbeitete er mit verschiedenen internationalen Künstlern zusammen, so z. B. mit Hiram Bullock, Anton Fig, Joan Manuel Serrat und Jon Anderson. Songs aus seiner Feder wurden unter anderem von Milton Nascimento und Herb Alpert gecovert.
Rada wurde mehrfach mit dem Premio Gardel, dem wichtigsten argentinischen Musikpreis, ausgezeichnet. Im Juli 2011 gab die Latin Recording Academy offiziell bekannt, dass Rubén Rada am 9. November 2011 in Las Vegas mit einem Latin Grammy für sein Lebenswerk ausgezeichnet werden wird.

## Weitere Aktivitäten
Rada übernahm seit den 1960er Jahren kleinere Rollen in Filmen und TV-Serien. So war er Teil des Ensembles der Comedy-Show Telecataplúm. Außerdem führte er Regie in verschiedenen TV- und Radiosendungen. Im Jahr 2004 lieh er seine Stimme als Synchronsprecher der Figur Lucius Best/Frozone in der argentinischen Version des Animationsfilms Die Unglaublichen – The Incredibles. Eine Hauptrolle spielte er 2007 in der uruguayischen Sitcom La oveja negra („Das schwarze Schaf“).

## Diskografie (Auswahl)
mit El Kinto
- Musicación 4 (De la Planta, 1971)
- Circa 1968 (1978)

mit Tótem
- Tótem (De la Planta, 1971)
- Descarga (De la Planta, 1972)
- Corrupción (De la Planta, 1973)

als Rubén Rada
- Las Manzanas (Sondor, 1969)
- Camerata Punta del Este (Sondor, 1975)
- Radeces (AYUI, 1975)
- Botija de mi país (Sondor, 1987)
- Montevideo (Big World, 1996)
- Montevideo Dos (Big World, 1999)
- ¿Quién va a Cantar? (Universal, 2000, UY: ×4Vierfachplatin )[10]
- Alegre Caballero (Zapatito, 2003)
- Candombe Jazz Tour (EMI, 2005, UY: Gold)[11]
- Richie Silver (EMI, 2006)
- Bailongo (S-Music, 2008)
- Fan (MMG, 2009)
- Confidence – Rada Instrumental (MMG, 2011)
- El album negro, 50 obras maestras, 3CDs set (MMG, 2011, UY: Gold)[12]
- Amoroso Pop (2013, UY: Gold)[13]
- Tango Milonga & Candombe (2014, UY: Platin)[14]